# Karl Höcker
Karl Friedrich Höcker (ur. 11 grudnia 1911 w Engershausen, zm. 30 stycznia 2000 w Lübbecke) – zbrodniarz hitlerowski, adiutant kilku komendantów obozów koncentracyjnych (w tym Auschwitz-Birkenau) i SS-Obersturmführer.
Z wykształcenia był urzędnikiem bankowym. Członek SS od października 1933 (nr identyfikacyjny 182961) i NSDAP od 1 maja 1937 (nr legitymacji partyjnej 4444757). W latach 1940–1944 był adiutantem Martina Weissa, komendanta obozów koncentracyjnych: Neuengamme (1940–1942), Arbeitsdorf (1942–1943) i Majdanek (1943–1944). W maju 1944 Höckera przeniesiono na stanowisko adiutanta komendanta Auschwitz Richarda Baera. Od stycznia 1945 pełnił funkcję adiutanta Baera w obozie Mittelbau-Dora. Został ujęty pod koniec wojny przez Brytyjczyków, ale nierozpoznany dzięki posiadanym sfałszowanym dokumentom. W 1946 zwolniono go z obozu jenieckiego.
Höcker założył rodzinę i powrócił do pracy w bankowości. Na początku lat sześćdziesiątych władze RFN rozpoczęły przeciwko niemu śledztwo w związku ze służbą w Auschwitz. W drugim procesie oświęcimskim we Frankfurcie nad Menem skazany został na 7 lat pozbawienia wolności za pomocnictwo w zabójstwie 1000 ludzi. Zwolniono go z więzienia w 1970. Po raz kolejny Höcker skazany został za zbrodnie wojenne 3 maja 1989 przez zachodnioniemiecki sąd w Bielefeldzie. Tym razem otrzymał wyrok 4 lat pozbawienia wolności za udział w gazowaniu Żydów w Majdanku.